# Europejska Partia Demokratyczna (Czechy)
Europejska Partia Demokratyczna (cz. Evropská demokratická strana, EDS) – partia polityczna w Czechach o profilu konserwatywno-liberalnym, istniejąca w latach 2008–2010.
Partię w listopadzie 2008 założyła eurodeputowana Jana Hybášková, wybrana z listy wyborczej SNK Europejscy Demokraci. Wśród liderów znaleźli się także była minister rozwoju regionalnego Věra Jourová i były szef sztabu generalnego Jiří Šedivý. W wyborach europejskich w 2009 EDS otrzymała blisko 2,9% głosów, nie wprowadzając swoich przedstawicieli do Europarlamentu. Później w tym samym roku partia nawiązała ścisłą współpracę z KDU-ČSL. W wyborach parlamentarnych w 2010 m.in. przewodnicząca demokratów kandydowała z listy wyborczej ludowców, jednak KDU-ČSL nie przekroczyła progu wyborczego. W grudniu tego samego roku partia została rozwiązana.